# Contramestre Donaldo
Contramestre Donaldo é um personagem fictício da Universo Disney. É um ancestral do Pato Donald.
Donaldo apareceu pela primeira vez na história "Volta ao Passado", publicada no Brasil pela primeira vez na revista "Tio Patinhas" 126, em 1976. Originalmente a história foi publicada na revista "Uncle Scrooge" 16. Nesta história é revelado que o Contramestre Donaldo e o Imediato P.A. Tinhas enterraram um tesouro de batatas para o Capitão Falcão Leal.
Don Rosa usou o Contramestre Donaldo como o ancestral mais antigo da Família Pato que era semelhante com o Pato Donald.

## Nomes em outros idiomas
- Alemão: Bootsmann Bottervogel
- Dinamarquês: Andy And
- Finlandês: Puosu Ankka
- Francês: Mathurin Duck
- Grego: Μαυροφτέρης Ντακ
- Holandês: Bootsman d'Eendt
- Inglês: Pintail Duck
- Italiano: Paperinocchio Codacorta
- Norueguês: Sortebill Duck
- Polonês: Kwasko da Kaczor
- Sueco: Jungman Carlo